# Macieira de Sarnes
Macieira de Sarnes es una freguesia portuguesa del concelho de Oliveira de Azeméis, con 4,52 km² de superficie y 2.214 habitantes (2001). Su densidad de población es de 489,8 hab/km².